# Гаф-Доум
Хаф Доум (англ. half Dome, «половина куполу») — гранітний купол у національному парку Йосеміті, одна з найвідоміших геологічних формацій парку. Розташований у східному кінці долини Йосеміті та піднімається над дном долини на 1 440 м.
Зображення Хаф Доум, разом з Джоном М'юром і каліфорнійським кондором, з'явилось на 25-центовій монеті США присвяченій Каліфорнії, що була випущена в обіг в січні 2005.

## Історія
Скеля — символ Йосеміті і довгий час залишалася неприступною вершиною. Тільки у 1875 році першою людиною, яка підкорила її, став Джордж Андерсон.
28 березня 2009 року тут стався великий кам'яний зсув (від вершини  Awhiyah Point  обвалилося близько 42 000 м³), коли каменепадом знесло сотні дерев і засипало частину дороги на озеро  Mirror Lake . Було зафіксовано землетрус силою 2,5 балів.
У 2005 році в серії квотерів 50 штатів США була видана (520 400 000 примірників) мідно-нікелева монета 25-тицентовик із зображенням скелі Хаф-Доум і знаменитого американського натураліста Джона Мьюра на її тлі (а також літаючого в небі каліфорнійського кондора і гігантської секвої).
Зображення скелі використовується в якості логотипу багатьма організаціями і компаніями, наприклад, екологічним товариством Sierra Club і розробником відеоігор Sierra Entertainment. А з жовтня 2010 року, вид Хаф-Доум друкується на нових водійських правах, виданих в штаті Каліфорнія.

## Галерея

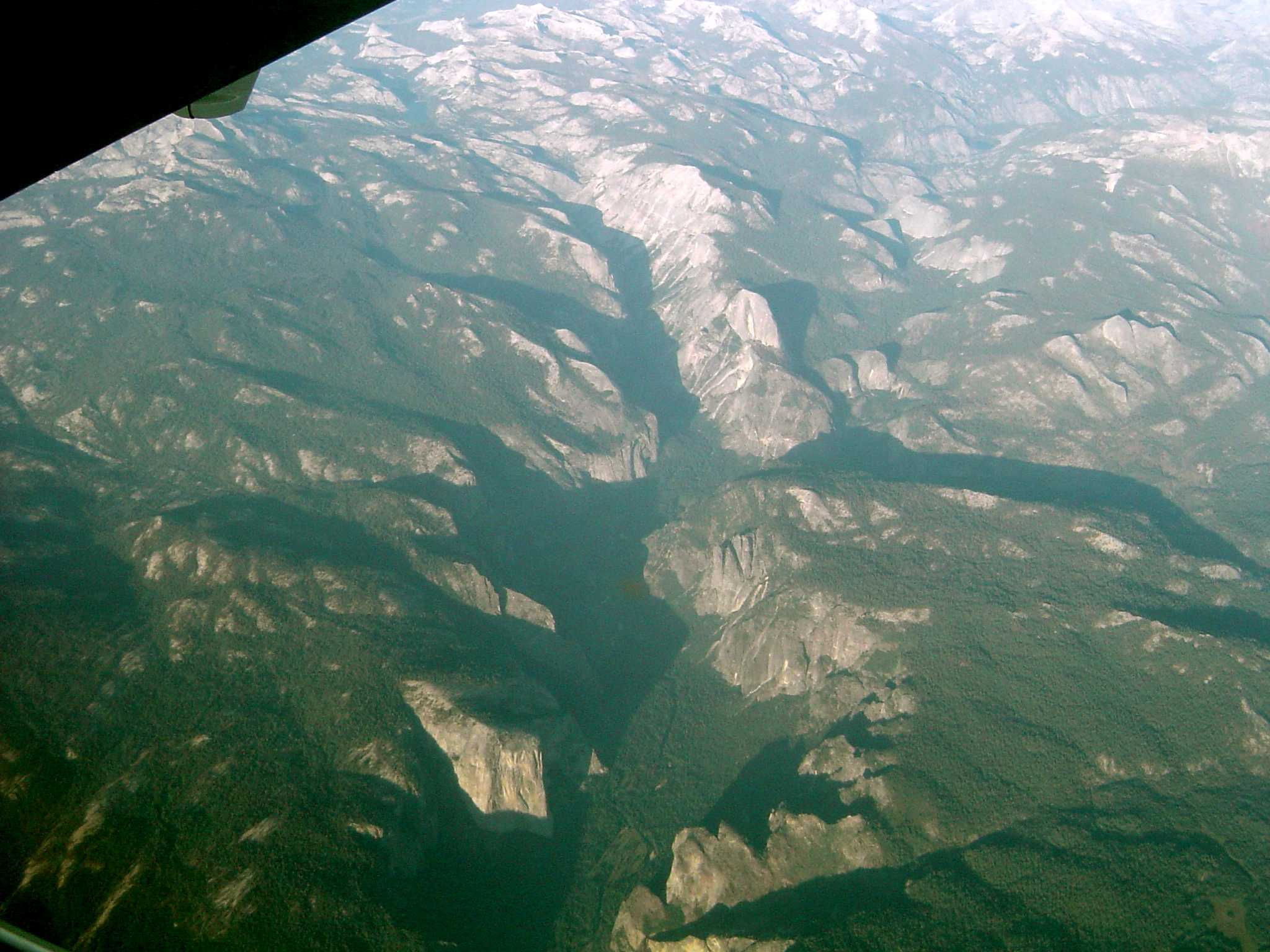
Вид з висоти пташиного польоту на Хаф-Доум і долину Йосеміті.
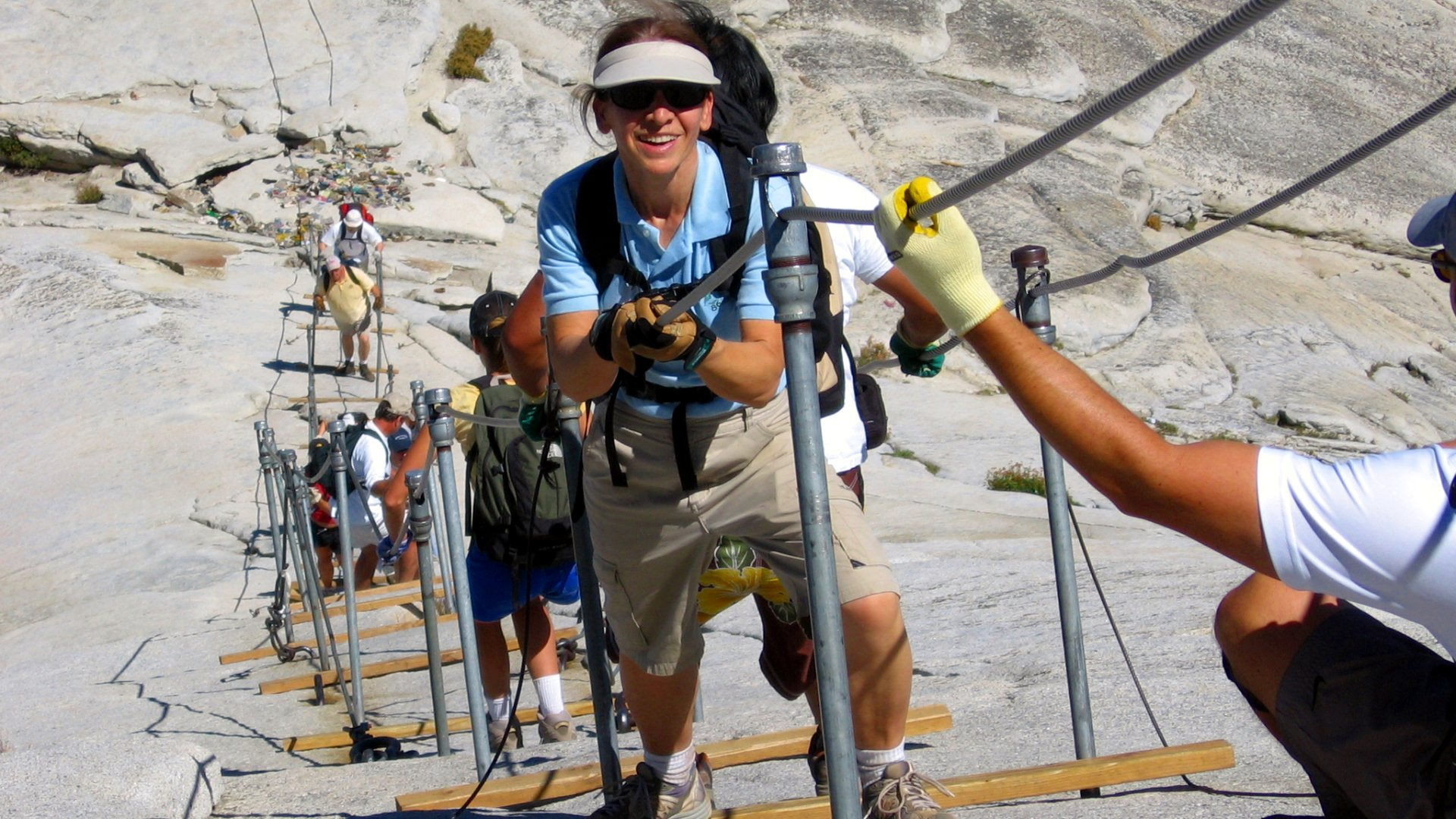
Мандрівники, тримаючись за металеві канати сходять на вершину скелі.
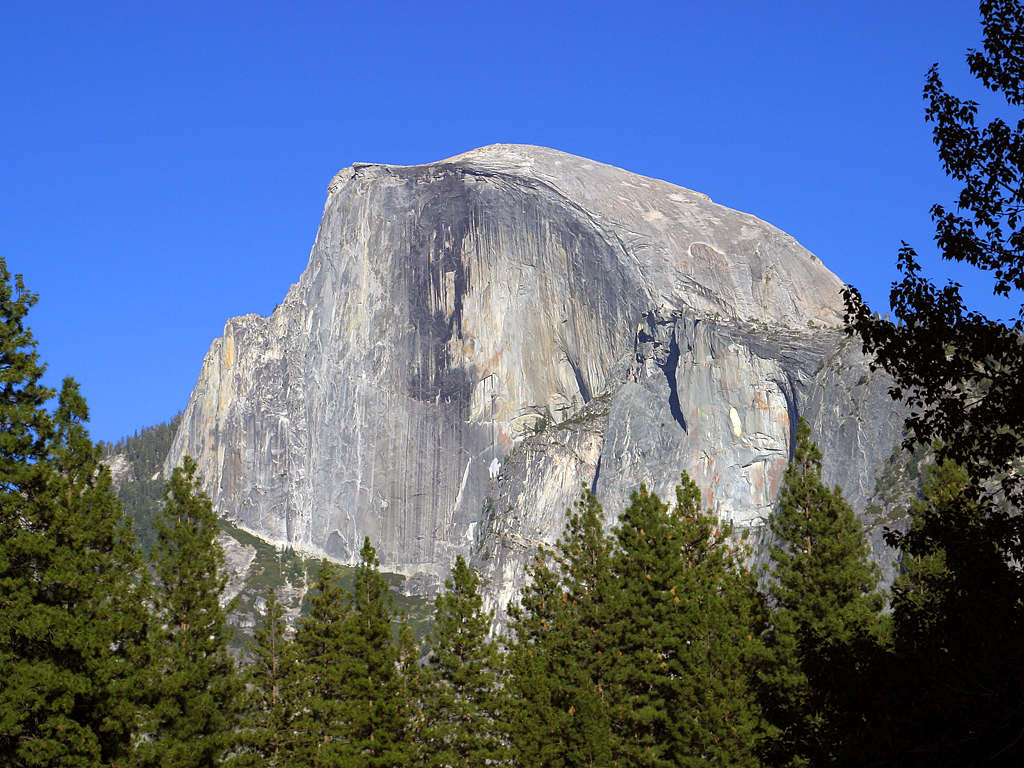
Хаф-Доум
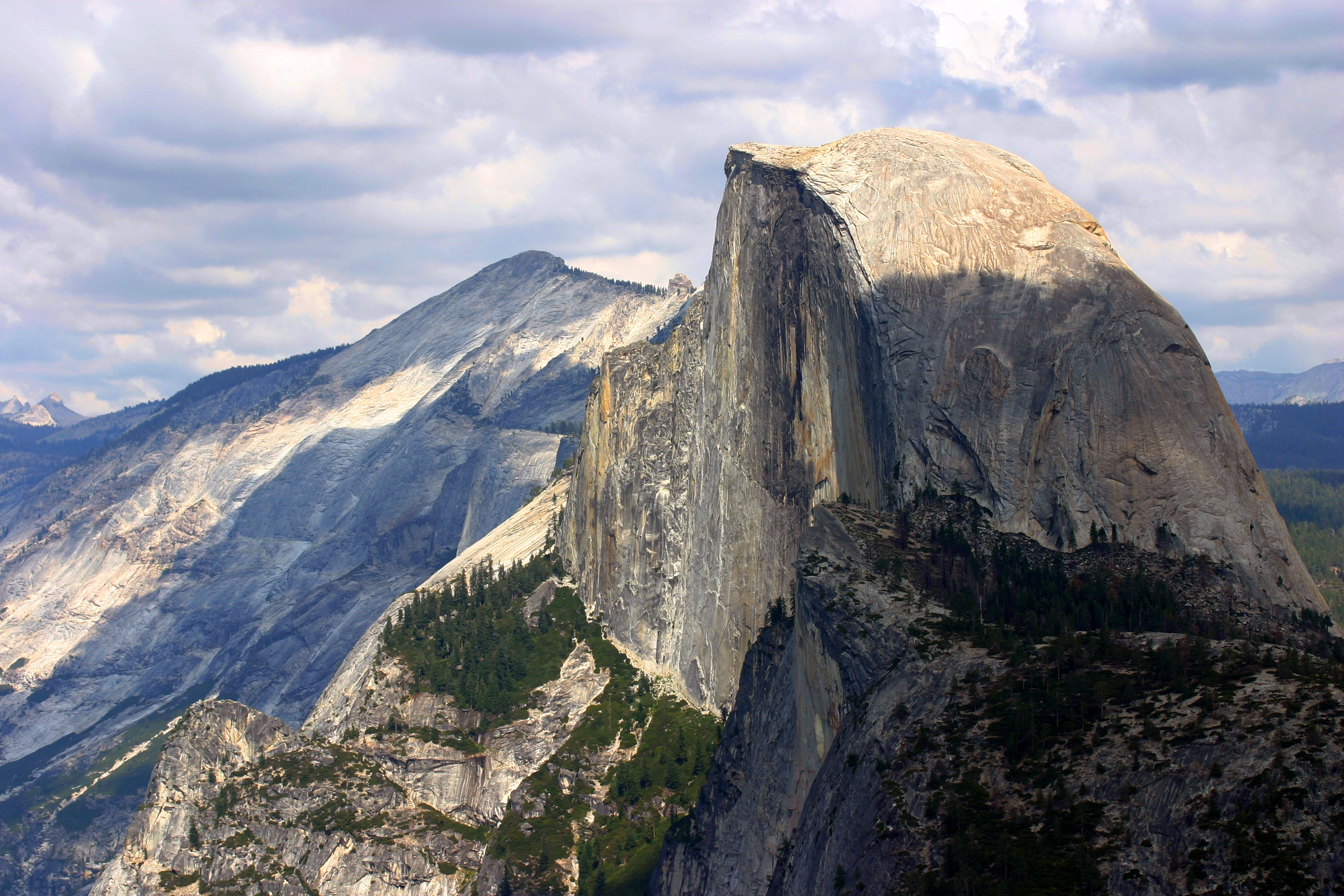
Хаф-Доум

## Інтернет-ресурси
- Half Dome Day Hike on the NPS website [Архівовано 6 серпня 2011 у Wayback Machine.]
- Geologic Story of Yosemite National Park [Архівовано 25 червня 2013 у WebCite] by N. King Huber, USGS (adapted PD source)
- Daily updating time-lapse movies of Half Dome [Архівовано 29 грудня 2010 у Wayback Machine.]
- Monolith, The Face of Half Dome, Ansel Adams
- Moon and Half Dome, Ansel Adams [Архівовано 14 січня 2013 у Wayback Machine.]